# Винокуров, Денис Вячеславович
Денис Вячеславович Винокуров (14 июля 1972 — 12 октября 2000) — советский и российский хоккеист, нападающий.

## Биография
Воспитанник школы ЦСКА. Дебютировал в команде в возрасте 16 лет в чемпионском сезоне 1988/89, проведя один матч против «Сокола» Киев. Играл за ЦСКА до сезона 1996/97, выступая также за фарм-клубы СКА МВО Калинин/Тверь и ЦСКА-2. В сезоне 1993/94 играл за команду «Русские Пингвины», проведшую по одному матчу против каждого соперника в ИХЛ.
Победитель молодёжного чемпионата мира 1992 года.
Завершил карьеру в сезоне 1997/98, сыграв пять матчей за петербургский СКА. Скончался в 2000 году в возрасте 28 лет от передозировки героина.
Похоронен на Жегаловском кладбище Московской области.